# Ludvik Karničar
Ludvik (Ludwig) Karničar, koroškoslovenski slavist, slovenist, dialektolog, leksikograf, univerzitetni profesor in dopisni član SAZU, * 23. avgust 1949, Obirsko, Avstrija.
Ludvik Karničar se je rodil 23. avgusta 1949 na Obirskem (nemško Ebriach) na avstrijskem Koroškem, v občini Železna Kapla. Njegova starša Elizabeta in Ignac Karničar sta vodila domače kmetijsko gospodarstvo in vzgojila osem otrok, med katerimi je bil Ludvik najstarejši.     
Do leta 1960 se je Karničar šolal v dvojezični (slovensko-nemški) ljudski šoli v domačem kraju, nato pa se je vpisal na Zvezno gimnazijo za Slovence v Celovcu in 17. junija 1968 na njej z odliko maturiral. Med šolanjem v deželni prestolnici je prvič slišal nemščino v vsakdanji pogovorni rabi. Šolsko leto 1966/67 je opravil v Sherillu v Zvezni državi New York, kar mu je omogočila štipendija American Field Servicea. 
Po maturi je eno leto služil v avstrijski vojski vojaški rok. V šolskem letu 1969/70 se je vpisal na slavistiko in prevajalstvo s španščino in ruščino na Inštitutu za izobraževanje prevajalcev in tolmačev v Gradcu. Po končanem študiju prevajalstva (ruščine) leta 1975 je dobil naziv magister filozofije, slavistiko pa je zaključil z doktoratom leta 1979. Študijsko leto 1973/74 je z letno štipendijo preživel na Univerzi Lomonosova v Moskvi, v študijskem letu 1978/79 pa mu je avstrijsko-jugoslovanska štipendija omogočila izpopolnjevanje v Ljubljani, kjer je bil njegov doktorski mentor prof. Jože Toporišič. V doktorski dizertaciji je obravnaval četrto koroško narečje - obirsko (ki zajema področje občine Železna Kapla - Bela), in sicer domači obirski govor v primerjavi z govorom sosednjih Sel in Kort. Podoktorska izobraževanja je opravljal v Ljubljani, Sarajevu, Trstu in Zadru.
Najprej se je leta 1979 za polovični delovni čas zaposlil na graški univerzi kot študijski asistent na slavistiki in sodeloval pri dolgoročnem raziskovalnem projektu o leksikalni inventarizaciji slovenskega ljudskega jezika na Koroškem, ki sta ga vodila profesorja Stanislav Hafner in Erik Prunč. Sočasno je poučeval na slavistiki in prevajalstvu. Čez sedem let, leta 1986, je v sklopu omenjenega projekta dobil zaposlitev na Avstrijskem inštitutu za vzhodnoevropsko in jugovzhodno evropsko zgodovino, pri katerem je deloval do leta 1989. Tedaj je po odhodu prof. E. Prunča na Inštitut za translatologijo prevzel mesto univerzitetnega asistenta na slavistiki, 2001 pa postal docent z nazivom izredni univerzitetni profesor. Predaval je dialektologijo, fonetiko in fonologijo, izbrana poglavja iz slovenske slovnice, slovensko deželoznanstvo ter sisteme in strukture slovanskih jezikov.      
Njegova predavanja so dopolnjevali predavatelji iz Slovenije, v tujini pa je pogosto predaval tudi sam (v Sloveniji, v Italiji, na Češkem itd.). Ker je slovenistično stroko dojemal širše od golega poučevanja jezika, je prirejal kulturne večere, akademije, simpozije in večdnevne ekskurzije po Sloveniji. Poleg univerzitetnega delovanja je bil aktiven še v deželnih in zveznih organih Republike Avstrije, kjer je bil uradni prevajalec in tolmač med nemškim in slovenskim jezikom.   
Vidno in dolgoletno sled je pustil na Slovenskem znanstvenem inštitutu na Dunaju, kjer je v skladu s svojimi funkcijami skrbel za prepoznavnost slovenstva v Avstriji. Med letoma 2008 in 2012 je predsedoval znanstvenemu sosvetu na tem inštitutu, med 2012 in 2014 pa je bil član upravnega odbora. Inštitut je bil leta 2014 ukinjen, po ponovni ustanovitvi (kot Slovenski inštitut na Dunaju) pa je Karničar njegov podpredsednik.
Pretežen del poklicne kariere je posvetil raziskovanju koroških narečij in koroške kulturne dediščine. Napisal in objavil je mnogo prispevkov, ki obravnavajo obirsko in druga koroška narečja ter njihove značilnosti, še pomembnejše pa je poudarjanje pomena narečij »kot mostu do slovenskega knjižnega jezika«. Z narečji se ni ukvarjal zgolj s strogo jezikovnega vidika, temveč je ljudsko slovstvo tudi zbiral in ga pomagal urejati Engelbertu Logarju v seriji Pesmi in glasba z južne Koroške. Do leta 2019 sta izdala štiriinštirideset zvezkov gradiva.
Segel je tudi na področje slovaropisja. Že v mladosti je začel z zbiranjem koroških besed, ki jih je pozneje vključil v publikacijo o obirskem narečju. S pravnikom dr. Pavlom Apovnikom  je napisal  nemško-slovenski in slovensko-nemški slovar pravnega in ekonomskega jezika, samostojno pa uredil zadnje tri od sedmih zvezkov Tezavra slovenskega ljudskega jezika na Koroškem. Preuredil je tudi Gutsmanov nemško-slovenski slovar in izdal slovensko-nemško verzijo.  
Iz množice področij, ki so pritegnila Karničarjevo zanimanje, izstopa še zgodovina preučevanja in poučevanja slovenskega jezika v Gradcu ter delovanje slovenskih jezikoslovcev in umetnikov v nekdanji notranjeavstrijski prestolnici. Prikazal je pomen Janeza Nepomuka Primica kot začetnika te dejavnosti in leta 2011 organiziral akademijo ob dvestoletnici najstarejše stolice za slovenščino, ob 190-letnici pa je bila leta 2001 na fasado stare graške jezuitske univerze nameščena dvojezična spominska plošča. 
Pri svojem akademskem in raziskovalnem delu ter pri zasebnem udejstvovanju v javnem prostoru je ostal zvest slovenski tradiciji in domačemu jeziku, do katerih je kot zamejski Slovenec razvil močan narodnozavedni občutek. Odnos do jezika je izrazil z besedami: »Najprej je bila misel, potem beseda, potem pa pesem.« Skrb za slovenski jezik in kulturno dediščino kaže v nagovorih in pogovorih za časopise, v katerih sočasno poudarja, da ga za ohranitev slovenstva ne skrbi. 
Zaradi prispevka, ki ga je s svojim znanstvenim in akademskim delom dodal slovenskemu jezikoslovju, je bil 1. junija 2017 sprejet za dopisnega člana Slovenske akademije znanosti in umetnosti.   

## Knjige in slovarji
- Karničar, Ludwig, Prunč, Erich (1987): Materialien zur Geschichte der Slawisstik in der Steiermark. Graz. Institut für Slawistik der Universität Graz. Österreichisches Ost- und Südosteuropainstitut. Wien (=Slowenistsche Forschungsberichte 2).
- Karničar, Ludwig, Apovnik, Paul (1989): Wörterbuch der Rechts- und Wirtschaftssprache. Slovar pravnega in ekonomskega jezika. Bd. 1, deutsch-slowenisch/nemško-slovenski. Wien, Manz-Verlag.
- Karničar, Ludwig (1990): Der Obir-Dialekt in Kärnten. Die Mundart von Ebriach/Obirsko im Vergleich mit den Nachbarmundarten von Zell/Sele und Trögern/Korte. Wien (ÖAW, Philosophisch-historische Klasse, Sitzungsberichte, Bd. 551).
- Karničar, Ludwig, Apovnik, Paul (1996): Wörterbuch der Rechts - und Wirtschaftssprache. Slovar pravnega in ekonomskega jezika. Bd 2, slowenisch-deutsch/ slovensko-nemški. Wien, Manz-Verlag.
- Hafner, Stanislaus, Prunč, Erich (izd.) (1982-2012):Thesaurus der slowenischen Volkssprache in Kärnten. Bd. 1, A - B (1982), Bd. 2, C - dn (1987), Bd. 3. Do – F (1992), Bd. 4 , G – H  (1992), Bd. 5 (I – Ka (2007), Bd. 6, kd – kv (2009) und Bd. 7 L – mi (2012).

Wien, Österreichische Akademie der Wissenschaften. Od 5. zv. glavni urednik L. Karničar  s sodelavko Andrejko Žejn.
- Karničar, Ludwig (1999): Deutsch-windisches Wörterbuch mit einer Sammlung der verdeutschten windischen Stammwörter, und einiger vorzüglichern abstammenden Wörter von Oswald Gutsmann, Klagenfurt 1789, auf Slowenisch-Deutsch umgekehrt und

bearbeitet, Graz (=Slowenistische Forschungsberichte 3).
- Karničar, Ludwig, Rajšp, Vincenc (2011): Graz und Slowenen / Gradec in Slovenci. Sammelband zum gleichnamigen Symposium vom 20.-21.5.2010 an der KFU Graz. Wien Slovenski znanstveni inštitut na Dunaju; Ljubljana, založba ZRC SAZU).
- Karničar, Ludwig, Leben, Andreas (2014): Slowenen und Graz / Gradec in Slovenci. Monographie zur internationalen Tagung vom 27.2. – 1.3.2014 an der KFU Graz. Institut für Slawistik, Graz (=Slowenistische Forschungsberichte 4).
- Karničar, Ludvik, Žejn, Andrejka (2018): Alfabetarij k Tezavru slovenskega ljudskega jezika na Koroškem. Slovenska akademija znanosti in umetnosti. Ljubljana.

## Članki in drugi prispevki (izbor)
- Karničar, Ludwig (1993). Die Tierwelt in der Phraseologie der Kärntner slowenischen Mundarten. V: Anzeiger für Slavische Philologie 21. Graz, 19–43.
- Karničar, Ludvik (1994). Koroška narečja kot most do slovenskega knjižnega jezika. V: Jezik in slovstvo, XXXIX, 6, 219–228.
- Karničar, Ludvik (1994). Živali v frazeologiji koroških slovenskih narečij. Koledar Mohorjeve družbe v Celovcu. str. 119-126.
- Karničar, Ludvik (1997).  Trajni sledovi v avstrijski slavistiki. 80-letnica univerzitetnega profesorja dr. Stanislava Hafnerja. V: Nedelja, Celovec/Klagenfurt, 67,  4, 5.
- Karničar, Ludwig (1999). Oswald Gutsmann: Deutsch-slowenisches Wörterbuch 1789 und seine Umkehrung auf Slowenisch-Deutsch. V: Anzeiger für Slavische Philolgie 27. Graz, 133–153.
- Karničar, Ludvik (1999). Der Obir-Dialekt in Kärnten. V: Der Hochobir: aus Natur und Geschichte, str. 49-62.
- Karničar, Ludvik (1999). Aktualnost slovenskih narečij na Koroškem in tipologizacija izoleks. Logarjev zbornik: referati s 1. mednarodnega dialektološkega simpozija v Mariboru, str. 204-213.
- Karničar, Ludvik (2001). Tomaž Holmar: O dobrih pastirjih in jeznih prerokih. V: Tomaž Holmar. KKZ. Celovec, 18–21.
- Karničar, Ljudvig (2005). Zapadnoslavjanskie i slovensko-karintijskie izoleksy. V: Rossica olomucensia XLIII. Olomouc, 67–75.
- Karničar, Ludvik (2005). Večplastnost koroške slovenske leksike. Glasnik ZRS Koper, letnik 10, številka 3, str. 29.
- Karničar, Ludvik (2006). Bil je simfonična osebnost. Profesor dr. Stanislav Hafner. V: Nedelja, Celovec/Klagenfurt 17.12.2006, 7.
- Karničar, Ludwig (2007). Diatopische Synonyme für die Kartoffel in den Kärntner slowenischen Dialekten. V: Peter Deutschmann (ur.): Kritik und Phrase. Festschrift für Wolfgang Eismann zum 65. Geburtstag. Wien, Präsens, 553–565.
- Karničar, Ludvik in Žejn, Andrejka (2007). Poimenovanja za koruzo v slovenskih narečjih na avstrijskem Koroškem. Slovenska narečja med sistemom in rabo, str. 16.
- Karničar, Ludvik (2008). Fonetično zapisovanje narečnih etnoloških besedil. V: Traditiones (Ljubljana), IIIVII, 1,155–167.

- Karničar, Ludwig (2009). Koroška narečja in Urban Jarnik kot začetnik slovenskega narečjeslovja. V: Gernot Hebenstreit (ur.): Grenzen erfahren – sichtbar machen – überschreiten. Festschrift für Erich Prunč zum 60. Geburtstag. Frankfurt am Main u.a.;

Peter Lang, 67–82. 
- Karničar, Ludvik (2009). 855 let cerkve na Obirskem (1154–2009). Obirsko pevsko društvo in farni svet. Barvna brošura ob 855-letnici cerkve na Obirskem. Ljubljana, Salve. 65 strani.
- Karničar, Ludvik (2010). Tezaver slovenskega ljudskega jezika na Koroškem: dokaz živosti graške lingvistike. Slavia Centralis, letnik 3, številka 2, str. 80-86.
- Karničar, Ludwig (2014). Forschungsanfänge der Grazer Slowenistik. V: L. Karničar und A. Leben (ur.): Slowenen und Graz / Gradec in Slovenci. Monographie zur internationalen Tagung vom 27.2.–1.3.2014 an der KFU Graz (= Slowenistische

Forschungsberichte 4), 267–285.
- Karničar, Ludvik (2016). Nekaj spominov na „osamsvojitelja“ knjižne slovenščine. V: Toporišičevo leto. Maribor, Zora 115, 53–60.

- Karničar, Ludwig (2018). Zur Geschichte der slowenischen Dialektforschung in Österreich. Das Projekt ‚Lexikalische Inventarisierung der slowenischen Volkssprache in Kärnten‘. V: Anzeiger für Slavische Philologie 45. Graz, 41–65.

- Karničar, Ludvik (2018). Osvežitev spomina na znamenite Slovence v Gradcu. V: Slavia Centralis XI, 1, 85–102.

- Karničar, Ludvik (2018). Erich Prunč (1941–2018) – Kulturnik in znanstvenik z izjemnim pomenom za koroške Slovence. V: Novice, Celovec/Klagenfurt, 7.6.2018, 2–3.

## Glasba
Jezikoslovje ni edina strast Ludvika Karničarja. V svoji karieri je bil (in še vedno je) dejaven še na mnogih drugih področjih, pri čemer eno pomembnejših mest nedvomno zaseda glasba, še posebej pevsko udejstvovanje. Od leta 1979 je dve desetletji vodil cerkveni pevski zbor v svoji domači vasi, na Obirskem, v Gradcu pa je imel tudi nekaj samostojnih pevskih nastopov ob instrumentalni spremljavi. Na glasbo še vedno ni pozabil; kljub temu da je že upokojen, je v zadnjih letih s študenti graške univerze prepeval v Kvartetu graških študentov.

## Skrb za spomenike
Ludvik Karničar ima zaradi postavljanja spominskih obeležij v Gradcu vidne zasluge pri obujanju in ohranjanju zavesti o nekaterih pomembnih Slovencih.
Leta 2001 je ob 190-letnici prve katedre za slovenski jezik organiziral namestitev dvojezične spominske plošče na pročelju stare graške univerze nasproti stolnice, ki spominja na pravnika, razsvetljenca in prvega profesorja slovenščine v Evropi Janeza Nepomuka Primica – ta je bil namreč pobudnik za ustanovitev te katedre in leta 1812 tudi njen predstojnik. 
Po prizadevanjih Ludvika Karničarja je bil leta 2014, ob stoletnici smrti, na pokopališču pri cerkvi svetega Lenarta v Gradcu postavljen nagrobni spomenik slovenskemu jezikoslovcu, etnologu in zbiratelju ljudskih pesmi Karlu Štreklju, ki je bil tako kot Karničar profesor na Inštitutu za slavistiko na Univerzi v Gradcu. Ob stoti obletnici Štrekljeve smrti je Karničar tudi organiziral akademijo v njegov spomin.
Zaslužen je za postavitev spomenika še enemu znamenitemu Slovencu. Leta 2018 so v Gradcu ob slovenskem kulturnem prazniku postavili marmornat spomenik Benjaminu Ipavcu, uspešnemu slovenskemu skladatelju in zdravniku, ki je živel v Gradcu, tam služboval in ustvarjal. Postavitev spominskega obeležja je Karničar tudi financiral z lastnimi denarnimi sredstvi.
Ludvik Karničar je za svoje delo prejel tudi nekaj pomembnih nagrad. Leta 2017 mu je predsednik Republike Slovenije Borut Pahor podelil red za zasluge, in sicer za trud pri ohranjanju slovenistične tradicije na graški univerzi. Istega leta je od občine Komen prejel Štrekljevo nagrado. To podeljujejo "posameznikom ali skupinam za življenjsko delo ali izjemne dosežke na področju zbiranja in ohranjanja slovenskega ljudskega blaga v besedi in pesmi". Od 2017 je tudi dopisni član SAZU-ja.